# Російські шашки

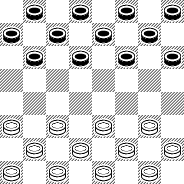
Початкова позиція

Російські шашки — гра в шашки на дошці 8×8, поширена в країнах колишнього СРСР.
За правилами, якщо гравець має можливість побити шашку супротивника, то він мусить це зробити. Якщо можливостей побити шашку супротивника кілька, то гравець може використати будь-яку з них. Шашка може бити назад, хоча ходити назад не може. Якщо один з гравців узявся за шашку, він має ходити нею.
Досягши останнього ряду шахівниці, шашка стає дамкою. Дамка може переміщатися на будь-яку кількість клітинок по діагоналі, як уперед, так і назад (не стосується можливості побиття). Якщо перестрибнувши через шашку супротивника є можливість продовжити побиття, то вона зобов'язана це зробити.
```
 Проте якщо гравець виграв, а супротивник просить реваншу, переможець не зобов'язаний його надавати
```

Якщо шашка потрапляє на дамкове поле в процесі побиття, то вона негайно ж стає дамкою і рухається далі, як дамка.